# Avtocesta A2
Die Avtocesta A2 (slowenisch für ,Autobahn A2‘), auch Gorenjsko-dolenjska avtocesta (slow. für ‚Oberkrain-Unterkrain-Autobahn‘) genannt, ist mit einer Länge von rund 184 Kilometern nach der Avtocesta A1 die zweitlängste Autobahn Sloweniens. Innerhalb Sloweniens bindet die A2 unter anderem Kranj und Novo mesto an den Zentralraum Ljubljana/Laibach an, über die Grenzen des Landes hinaus verbindet sie die österreichische Stadt Villach mit der kroatischen Hauptstadt Zagreb. Die A2 ist Teil der Europastraßen E61 und E70.
Während der Zugehörigkeit Sloweniens zu Jugoslawien war diese Strecke Teil des Autoput Bratstvo i jedinstvo und trug die Nummer 1 (H1). Wie auch in Kroatien hat nach dem Zerfall Jugoslawiens eine andere Autobahn diese Nummer erhalten. Der Abschnitt Pluska–Hrastje wurde am 30. Juni 2010 für den Verkehr freigegeben. Dieser Abschnitt ist 14,8 km lang und ersetzt eine der gefährlichsten Straßen. Auf der bisherigen H1 hatten sich in den vorangegangenen sechs Jahren 550 Unfälle mit 39 Toten ereignet.
Die Fertigstellung des Abschnitts Peračica–Podbrezje (2. Fahrbahn) erfolgte nach mehrmaliger Verzögerung am 28. Oktober 2011. Seit dieser Freigabe ist die A2 von Jesenice über Ljubljana bis zum slowenisch-kroatischen Grenzübergang Obrežje/Bregana mit Ausnahme des einröhrigen Karawankentunnels vierspurig befahrbar.

## Bildergalerie

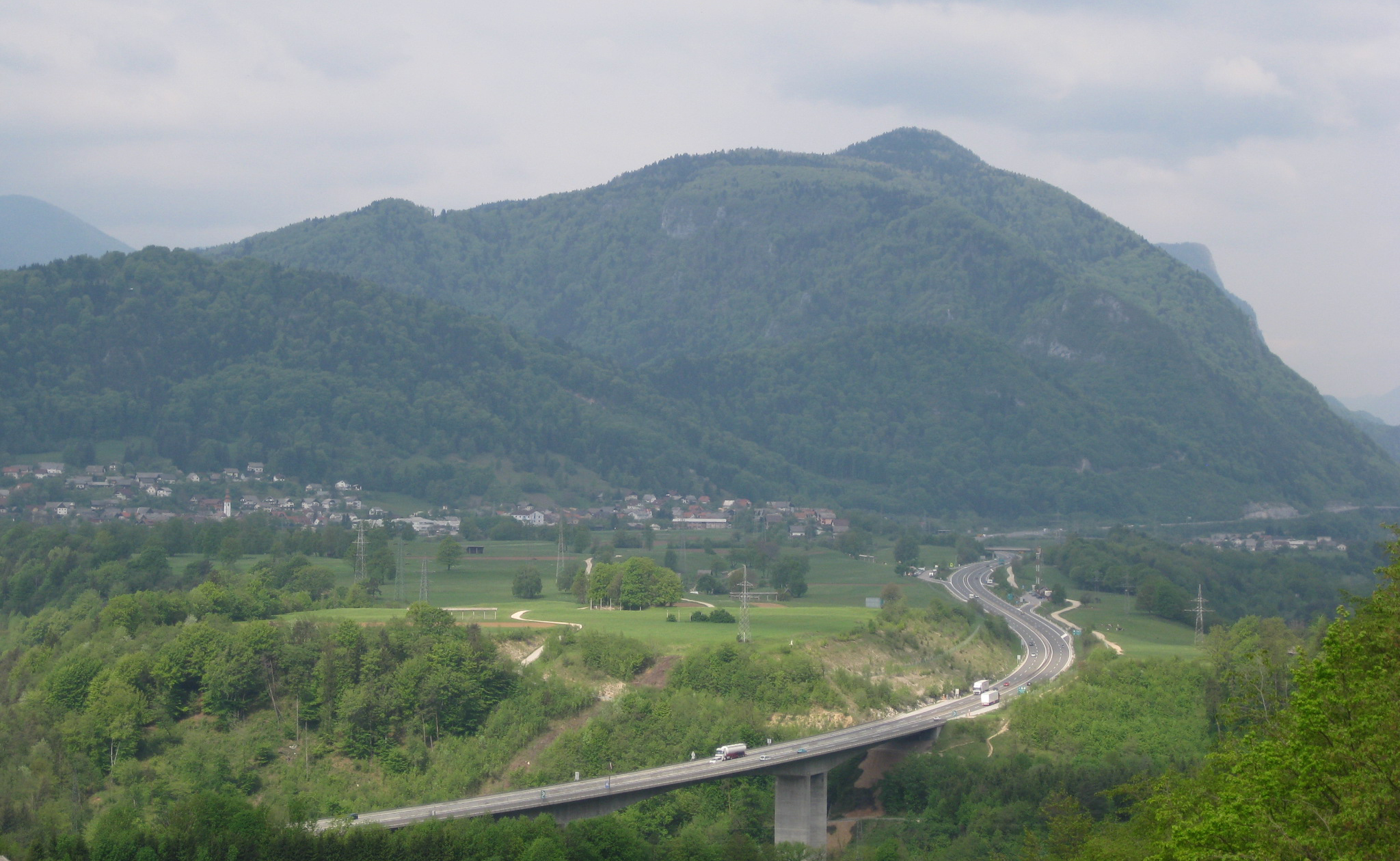
A2 bei Jesenice
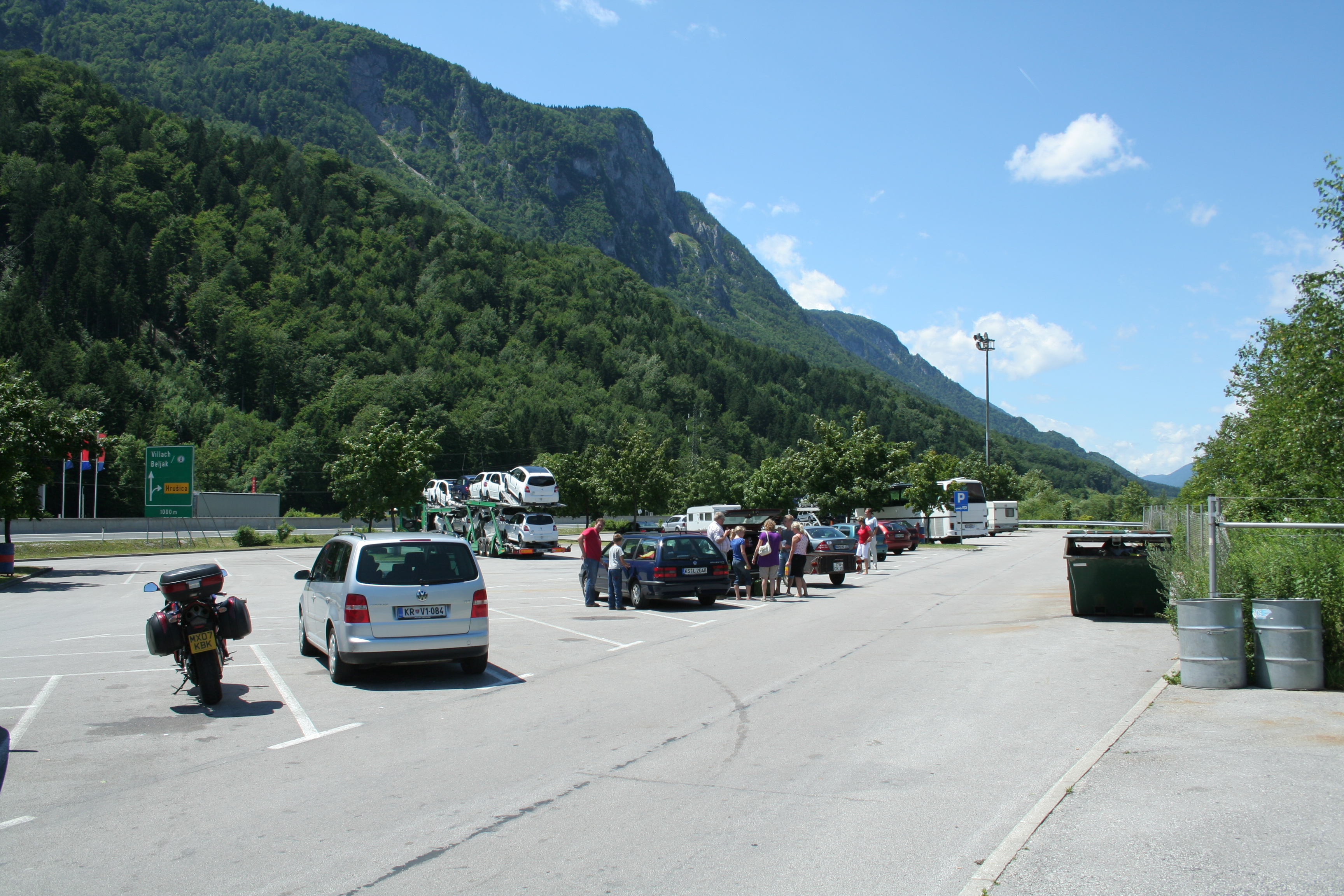
Autobahnparkplatz bei Jesenice
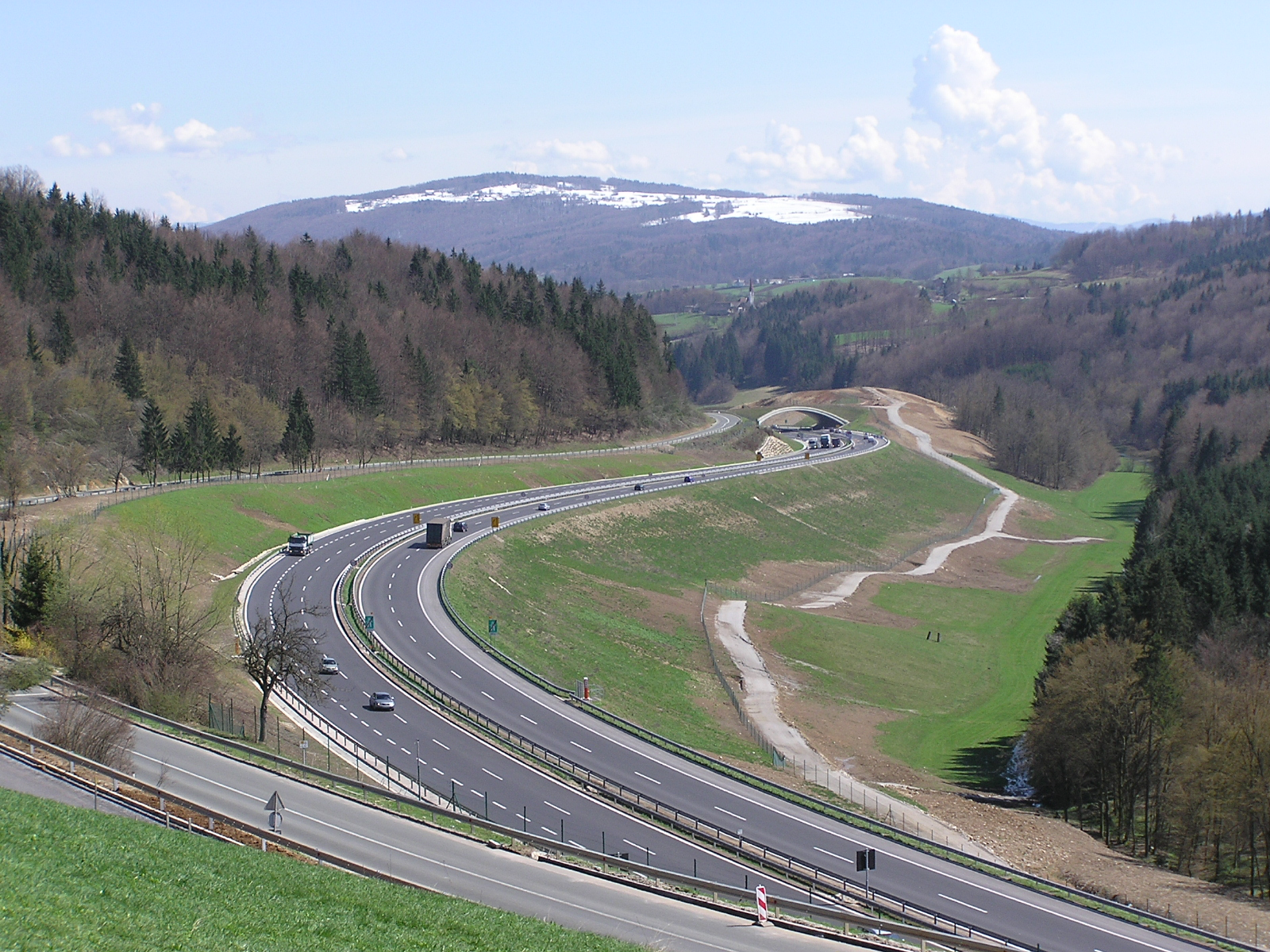
A2 in der Unterkrain